# Banksia speciosa
Banksia speciosa é uma espécie de arbusto da família Proteaceae, endémica da Austrália. Foi descrita e classificada cientificamente pelo botânico e físico escocês Robert Brown no início do século XIX.

## Distribuição e habitat

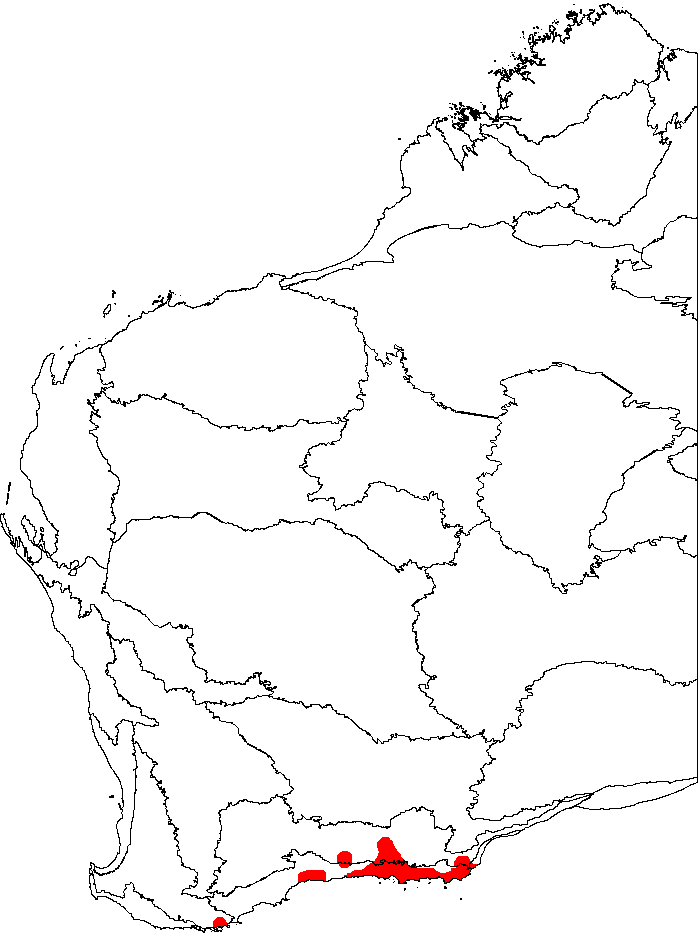
Distribuição da B. speciosa (banksia vistosa), num mapa das regiões biogeográficas da Austrália Ocidental.

B. speciosa cresce naturalmente em zonas costeiras e areosas, Planícies da Esperance e em Mallee, regiões na costa sul da Austrália Ocidental, a Leste de Mount Barren, no Fitzgerald River National Park e zona vizinha de Hopetoun, a Leste em Israelite Bay, geralmente até 50 km (30 mi) de distância da Grande Baía Australiana.